# Schlins
Schlins is een plaats en gemeente in de Oostenrijkse deelstaat Vorarlberg, gelegen in het district Feldkirch (FK). De gemeente heeft ongeveer 2200 inwoners.

## Geografie
Schlins heeft een oppervlakte van 6,05 km². Het ligt in het westen van het land.
Altach · Düns · Dünserberg · Feldkirch · Frastanz · Fraxern · Göfis · Götzis · Klaus · Koblach · Laterns · Mäder · Meiningen · Rankweil · Röns · Röthis · Satteins · Schlins · Schnifis · Sulz · Übersaxen · Viktorsberg · Weiler · Zwischenwasser
- Gemeinsame Normdatei: 4527840-4
- Library of Congress Control Number: n98066114
- Nationale Bibliotheek van Israël: 987007535819605171
- Virtual International Authority File: 158916566
- WorldCat: E39PBJgd3BkyGwBjTgdTmmf6rq